# Danyo (Victoria)
 (septembre 2020).
Danyo est une localité à l'ouest de l'État du Victoria en Australie à 435 km au nord-ouest de Melbourne sur la Mallee Highway, dans le bourg de Mildura.